# Biserica de lemn din Săliște, Maramureș

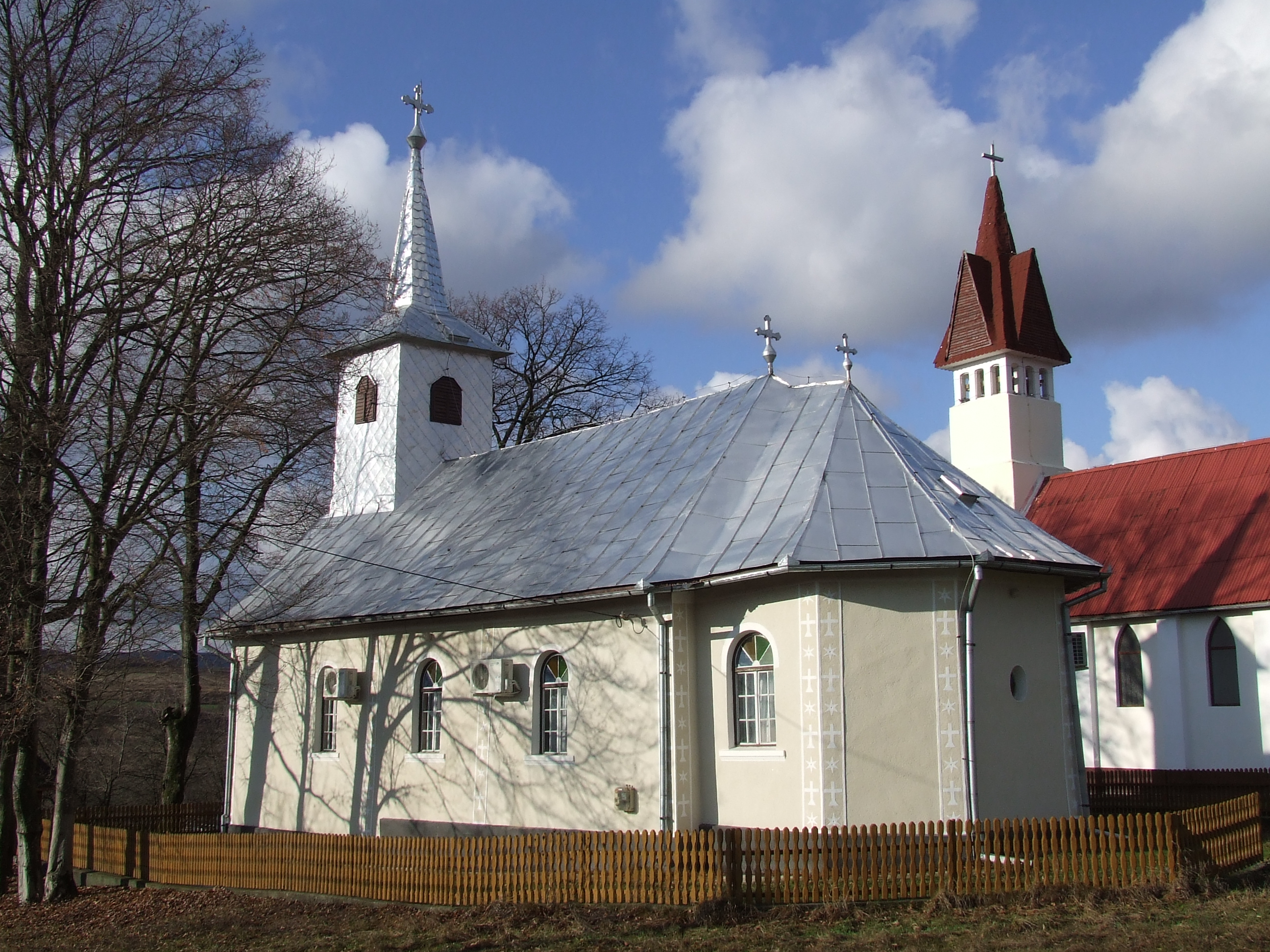
Biserica de lemn din Sălişte, comuna Băseşti, judeţul Maramureş. Foto: 2009

Biserica de lemn din Săliște, comuna Băsești, județul Maramureș, datează din anul 1902. Are hramul „Sfinții Arhangheli Mihail și Gavriil”. Biserica se află nu se află pe noua listă a monumentelor istorice.

## Imagini

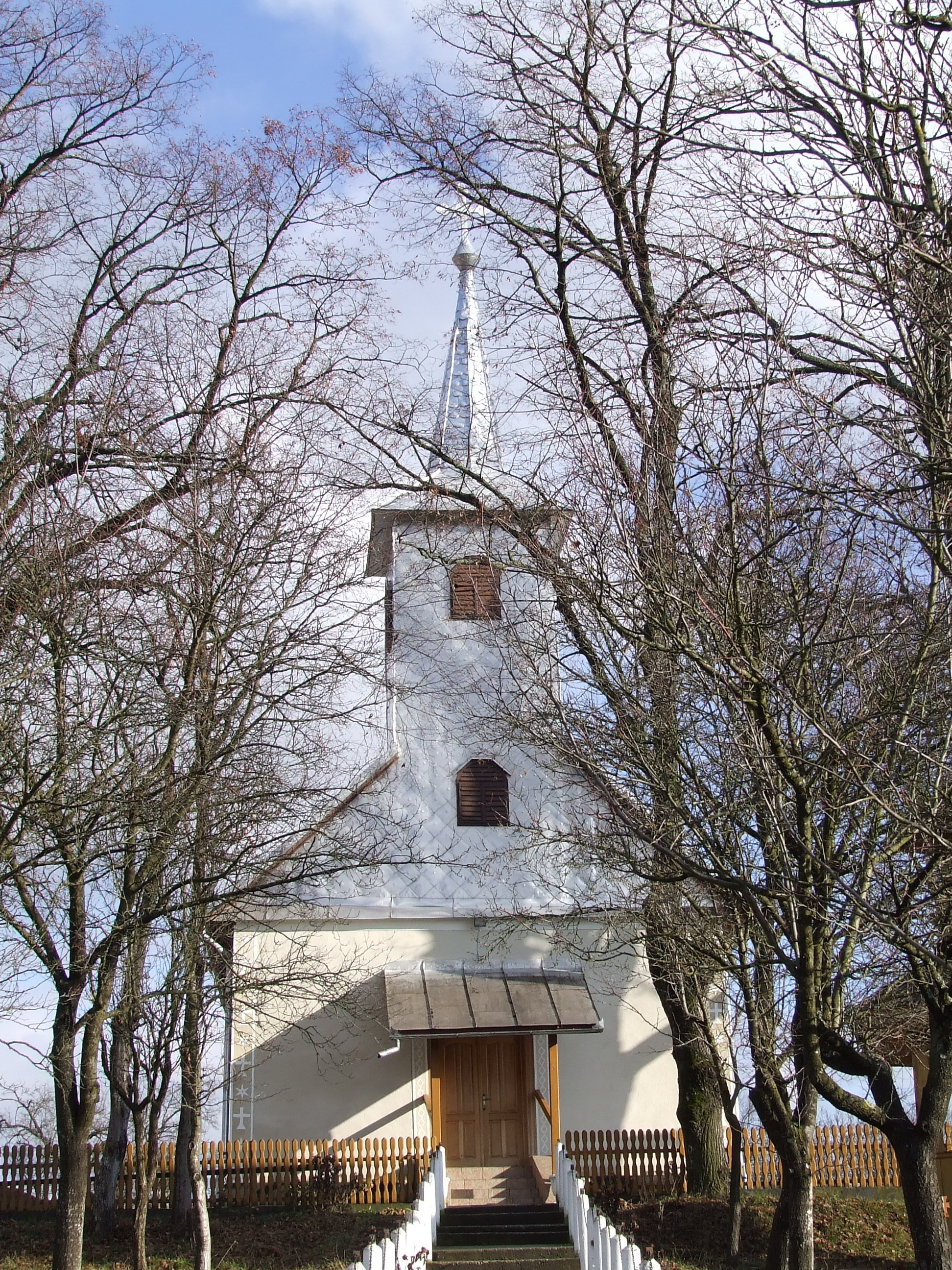
Vedere de ansamblu din vest
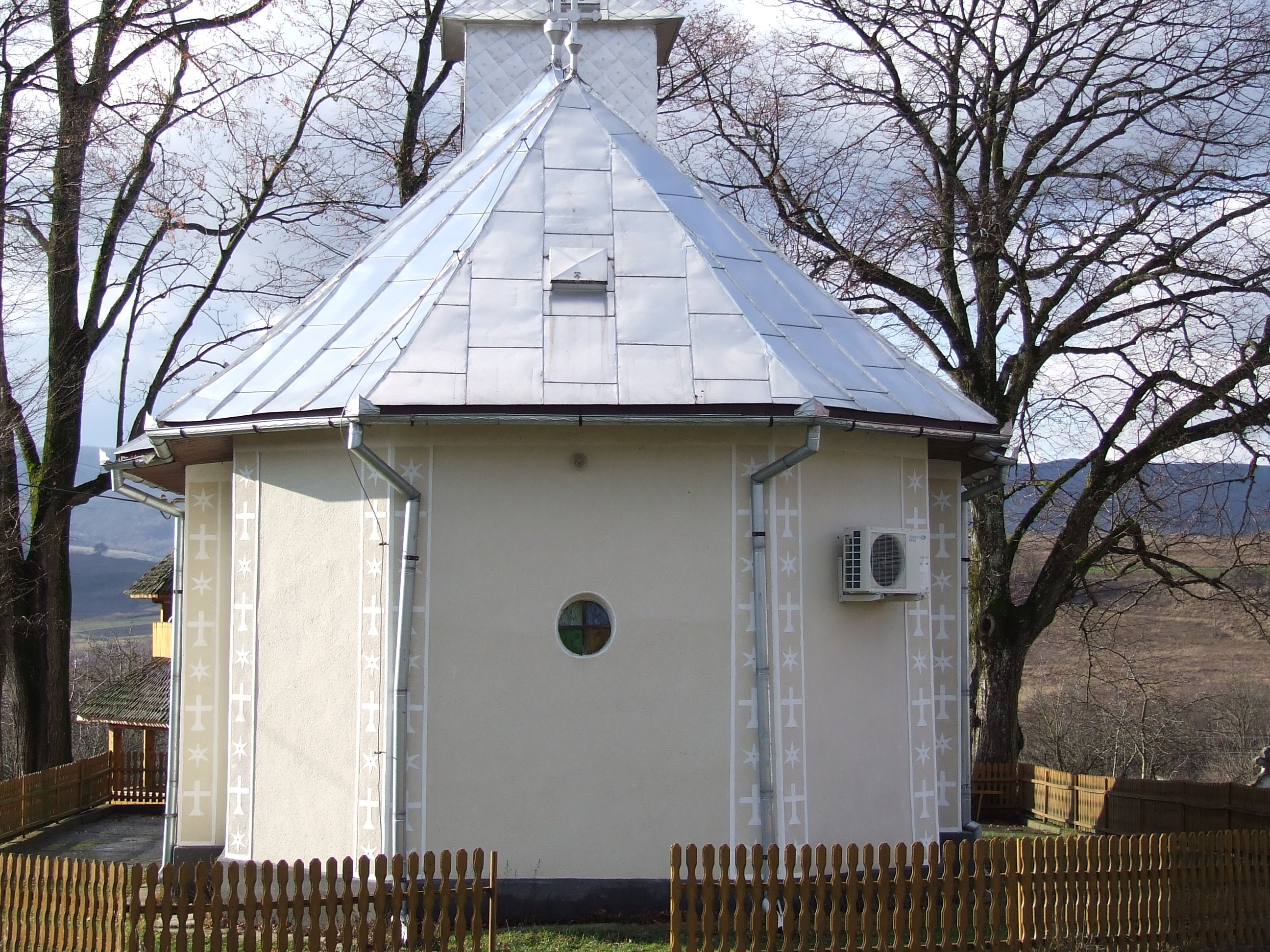
Absida altarului
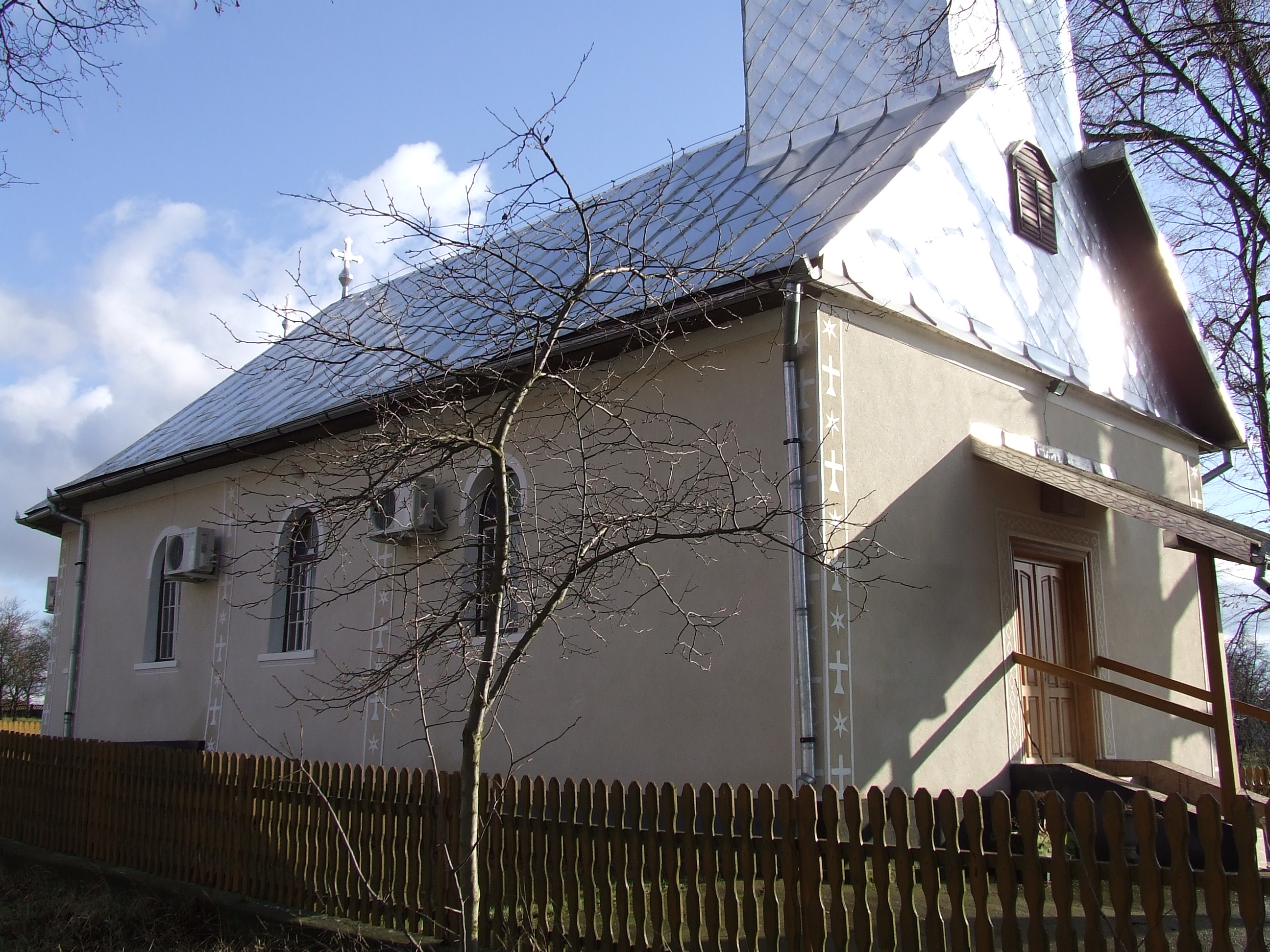
Butea bisericii
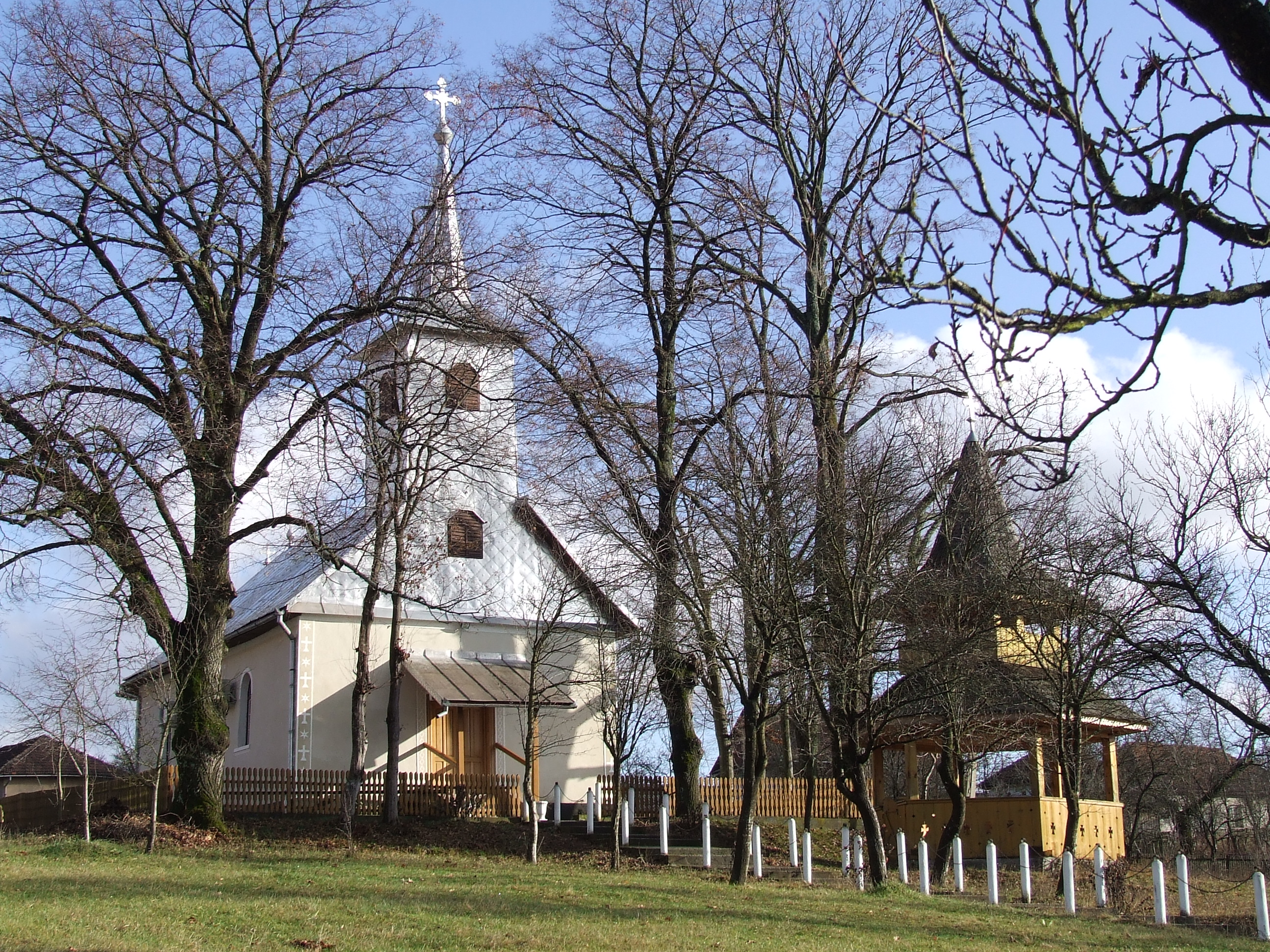
Vedere de ansamblu